# Хоувит, Мария
Мария (Мэри) Хоувит (урождённая — Ботам, англ. Mary Howitt; 12 марта 1799, Коулфорд, Глостершир — 30 января 1888, Рим) — английская поэтесса, писательница и переводчица

.
Жена английского писателя и историка Уильяма Хоувита (1792—1879).

## Биография
Родилась в семье бизнесмена. Получила домашнее образование, затем окончила школу. С раннего возраста проявила интерес к литературе, писала стихи.

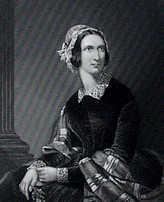
Мария Хоувит (Ботам) в молодости

В 1821 году вышла замуж за Уильяма Хоувита, вместе с которым занималась литературным творчеством. Вместе с мужем ею были изданы стихи: The forest ministrel; The desolation of Eyam, Marien’s Pilgrimage и другие произведения. В 1827 году появился их первый совместный сборник стихов, получивший положительные отклики в прессе.
В этот период М. Хоувит написала «Эскизы естественной истории» — одну из первых книг, популяризирующих науку в Англии.
С 1840 по 1843 год семья жила в Германии. После смерти мужа М. Хоувит жила на знаменитом курорте в Тироле, в Меране, Риме.
М. Хоувит считается одной из самых изящных, разносторонних и плодовитых писательниц начала XIX века. Она автор ряда стихов и рассказов, также напечатала несколько детских книг. Самым известным стихотворением М. Хоувит является «The Spider and The Fly» («Паук и муха»). Другое известное произведение The Wood-Mouse («Лесная мышь»).
Изучила скандинавские языки, в том числе, датский и шведский, и посвятила себя переводам. Среди прочего, перевела сказки Ханса Кристиана Андерсена.
Умерла в Риме от бронхита.

## Избранные произведения
| - Sketches of Natural History (1834) - Wood Leighton, or a Year in the Country (1836) - Birds and Flowers and other Country Things (1838) - Hymns and Fireside Verses (1839) - Hope on, Hope ever, a Tale (1840) - Strive and Thrive (1840) - Sowing and Reaping, or What will come of it (1841) - Work and Wages, or Life in Service (1842) - Which is the Wiser? or People Abroad (1842) - Little Coin, Much Care (1842) - No Sense like Common Sense (1843) - Love and Money (1843) - My Uncle the Clockmaker (1844) - The Two Apprentices (1844) - My own Story, or the Autobiography of a Child (1845) - Fireside Verses (1845) - Ballads and other Poems (1847) - The Children’s Year (1847) - The Childhood of Mary Leeson (1848) - Our Cousins in Ohio (1849) - The Heir of Wast-Waylan (1851) | - The Dial of Love (1853) - Birds and Flowers and other Country Things (1855) - The Picture Book for the Young (1855) - M. Howitt’s Illustrated Library for the Young (1856; two series) - Lillieslea, or Lost and Found (1861) - Little Arthur’s Letters to his Sister Mary (1861) - The Poet’s Children (1863) - The Story of Little Cristal (1863) - Mr. Rudd’s Grandchildren (1864) - Tales in Prose for Young People (1864) - M. Howitt’s Sketches of Natural History (1864) - Tales in Verse for Young People (1865) - Our Four-footed Friends (1867) - John Oriel’s Start in Life (1868) - Pictures from Nature (1869) - Vignettes of American History (1869) - A Pleasant Life (1871) - Birds and their Nests (1872) - Natural History Stories (1875) - Tales for all Seasons (1881) - Tales of English Life, including Middleton and the Middletons (1881) |